# Nicolas III d'Alexandrie
Nicolas III d'Alexandrie est un patriarche melkite d'Alexandrie vers 1389 ? à 1398?.

## Contexte
Selon L'Art de vérifier les dates Nicolas III succède à Marc IV et précède Grégoire IV dont on ne connaît que les noms.